# Johann Friedrich Müller (Mediziner)
Johann Friedrich Müller (* 12. Oktober 1771 in Neustadt; † 11. Juli 1833 in Coburg) war Geheimer Hofrat und Leibarzt.

## Leben
Johann Müller ging in Coburg auf das Gymnasium und verlor bereits mit elf Jahren seinen Vater, welcher Kaufmann war. Ab 1790 war er Student der Medizin an der Universität Jena. Nach seiner Promotion 1793 ging er zum weiteren Studium nach Würzburg.
Anschließend ging er als Arzt nach Coburg und wurde schnell durch Behandlungen des Herzogs Franz am Hofe bekannt. 1800 wurde er Rat und 1803 zum Hofrat befördert. Von nun an bekleidete er die Stelle des zweiten Leibarztes der Herzöge von Sachsen-Coburg-Saalfeld und deren Familie. Bald darauf folgte die Berufung als alleiniger Leibarzt. Diese Stellung behielt er bis zu seinem Tode inne und begleitete z. B. 1823/1824 die Herzogin Auguste in die Schweiz und nach Italien.
1826 folgte die Ernennung zum Geheimen Hofrat. Er erwarb ein Landsitz in Creidlitz und erhielt auch den Gerichtsstand dort.
Er war zweimal verheiratet. Die Kinder aus seiner ersten Ehe starben, wie seine Ehefrau, früh. Aus der zweiten Ehe war er mit Marie Luise Bause († 1858) verheiratet und einer seiner drei Söhne war der spätere Herzogliche Rechnungsrat Georg Julius August Müller (1809–1884), welcher eine Tochter des Philologen, Theologen, Autor und Superintendenten Johann Heinrich Pertsch (1776–1844) heiratete.

## Werke
- Dissertatio Inauguralis Medica De Ortu Morborum Contagiosorum Ex Fermento Et Acrimonia Specifica Deducto, 1793
- Empfindungen innigster Verehrung und treuester Anhänglichkeit am Tage der Heimführung der Gemahlin des allgeliebten Herzogs Ernst, 1817